# トラフィック・コンフュージョンII
『トラフィック・コンフュージョンII』は、マスターピースよりWindows向けに発表された交通渋滞解消シミュレーションゲームである。同社デビュー作『トラフィック・コンフュージョン』の続編にあたる。

## 概要
マスターピースよりWindows向けに発表された交通渋滞解消シミュレーションゲームである。プレイヤーは交通管制官となる。一定範囲の道路マップが渡され、マップに表示される車の交通渋滞を解消しつつ、各車に設けられているゴール地点への到達を一定量こなせば面クリアとなる。全36面×3難易度。
車の渋滞度合い（低速走行時や、停車時）によって各車ドライバーのストレスが蓄積する仕組みとなっており、一定量のストレスによってゲームオーバーとなる。渋滞を解消するには、信号の設置、右左折禁止や一方通行などの道路規制を設ける必要があるが、これらの道路規制を行うには資金が必要となるため、費用対効果を考える必要がある。
時間制限、路面の損壊や積雪によるスリップ率の向上（事故発生率の向上）、事故への対処（面クリア時の事故死亡者数への影響）、駐車場経営（資金調達の補助）など、高次面になるほど増える様々な要素を勘案しながら各車をゴールに導く点が、このゲームの特徴である。
『トラフィック・コンフュージョン』はマスターピースのデビュー作であり、本作はその続編に当たる。かつてはベクターにてダウンロード販売されていたロングセラー作品であったが、現在では販売を終了している（体験版も配布終了）。なお『ザ・渋滞』は、本作品の改題作である。

## ゲーム内容
プレイヤーは、面選択を行う。過去にクリアした最高次面＋1面までを選択可能である。各面難易度設定が設けられており、「初級」をクリアした面では、同一マップでより高難易度の「上級」も選択可能となる。製品版では、「上級」をクリアした面では更に高難易度の「S級」も選択可能である。
面選択後、マップが表示され、時間経過にしたがってマップの端に繋がっている道路から多数の車が表示され、それぞれの車は目的地を目指して走り出すようになる。「駐車場に移動して駐車、一定時間後に再移動してマップ外へ」といったように複数の目的地を持つ車もある。各車が目的地に到着すると、「移動量」および「総資産」が増える。制限時間以内に「移動量」が100に達すると面クリア、制限時間を超えると面クリア失敗となる。
信号や標識が設置されていない交差点に車が集中すると車の流れは停滞することとなり、渋滞が発生する。渋滞に巻き込まれると車のドライバーはストレスを感じ、「ストレス」が増大する。個々の「ストレス」の増加に伴って全体「ストレス」が100に達すると、制限時間以内であっても面クリア失敗となる。
渋滞を解消するには、交差点の設置、右左折禁止、車線規制（一部車線の右折レーン化）などの方法がある。これらを実施するには資金が必要となり、「総資産」を消費する。「総資産」を増やすには、前述の「車が目的地に到達する」方法と「駐車場経営」による方法がある。
登場する12,000台の車にはそれぞれ固有の設定が行われており、事故の起こしやすさなども個々の車で大きく異なる。基本的に各車は交通法規を守って走行するものの、信号のない交差点、路面破損や積雪によってスリップしやすくなった道路などで、事故を発生する可能性がある。事故を起こした車は「移動量」や「総資産」アップに繋がらないばかりか、事故数や死亡者数などの評価ダウンに繋がる。路面の破損修理、除雪、速度規制などにより、事故の可能性を下げることができる。
面クリア後、プレイ内容の評価が行われ、交通管制官としての階級アップの演出が行われる。

### 操作方法
マップ上にマウスカーソルを移動することで、時間経過が一時停止する。この状態で、道路、交差点、車などをクリックすることで、情報を参照することができる。また、この画面で信号設置や速度規制などを行うことも可能である。

## ゲームを構成する要素

### 交差点
調査
交差点において、交通量などの情報を調査する機能が設けられており、状況に応じてリアルタイムな対処が可能となる。調査中は継続的に「総資産」を消費する。
信号
信号の設置や撤去を行う。金額はかさむが、矢印つき信号を設置することも可能である。信号が設置されている交差点では、信号周期（青・赤・黄、両方赤の時間設定）も設定可能である。また、複数の信号がある場合、信号周期が一致していれば、同期させることも可能である。
案内板
大中小の3種の案内板がある。地元でないドライバーが車線取りのミスを防ぐ効果があるとされている。
車線
左折レーン、右折レーンなどを設けることができる。右折車の後ろに直進車が止まると、後続の直進車のストレスが溜まることになるが、これを避ける効果がある。また、すべての車線に進行方向の規制を設けることで、右折禁止、左折のみ、直進のみといった規制を行うことも可能である。

### 道路
制限速度
無制限、50km/h制限、30km/h制限、道路閉鎖が選択可能である。降雪時などのスリップしやすい状況の道路に有効である。
一方通行化
一車線しかない狭い路地では対向できないため、一方通行となっている。進行方向は任意に変更可能。
降雪量
降雪時、時間経過に従って増加し、除雪によって減少させる(値を0にする)ことができる。スリップ度に影響する。
破損度
トラック等により、道路の路面が時間経過にしたがって破損していく場合がある。補修により減少させる(値を0にする)ことができる。スリップ度に影響する。
スリップ度
降雪量と破損度によって算出される。スリップ度が高くなると交通事故の可能性が高まる。

### 踏切
いくつかのマップでは鉄道が運行されており、踏切が存在する。列車の通過中は自動車は通れないほか、ドライバーは一時停止や減速により安全に通過しようとするため、渋滞の原因となる。立体交差させることによりこれらの問題は解消されるが、工事費は非常に高額である。

### 駐車場
いくつかのマップには駐車場が存在しており、自動車の重要な目的地となる。重要な目的地がゆえに周辺は渋滞しがちで、特に自動車から向かって右に見た位置に駐車場があると、右折で侵入しようとするため、後続車の進路を妨害することとなる。なお、駐車スペースの内、任意の数を契約駐車場とすることができ、資産の足しとすることができる。

### 車とドライバー
登場する車は12,000台で、それぞれの車およびそのドライバーには詳細な設定が設けられている。設定内容によって「信号のない交差点で慎重に右折する」「運転初心者」「ブレーキ性能の悪い車」などの特徴が発生することになる。

#### ドライバーと車全体で設けられているパラメータ
現在ポイント
車両名
スポーツカー、タクシー、RV、大型バイク、高級セダンなどがある。
ナンバープレート
地元ドライバーの車か、遠方ドライバーの車かが変わる。遠方ドライバーは土地勘がないため、交差点直前での車線変更を強引に行う場合がある。
車速、タコメーター

#### ドライバーに設けられているパラメータ
運転者名、年齢、性別、運転歴
このゲームでは、全車両のドライバーに運転者の名前が設定されている。
事故数
ストレス
この値が増大すると、全体の「ストレス」も増大する。全体の「ストレス」が100に達するとクリア失敗である。
視力
この値が低すぎると、交差点の案内板などの効果が小さくなってしまう。
反射神経
決断力
この値が低すぎると、信号のない交差点でなかなか右折しない「困った」ドライバーになる。
慎重さ
この値が高すぎると、信号のない交差点でなかなか右折しない「困った」ドライバーになる。
方向感覚
この値が低いと、交差点間際で車線変更をするような「困った」ドライバーになる。
重要度
目的地に到着した場合の「移動量」や「総資産」の加算値に影響する。

#### 車に設けられているパラメータ
加速性能
減速性能
最高速度
接地性能
安全性
気分高揚

## その他、エピソードなど
『ナビット』というタイトルで、アートディンクの手によりプレイステーションに移植されている。イベントや施設の追加、ドライバーに対する運転講習などの要素が追加されている。

## 関連商品
- トラフィック・コンフュージョン2 公式ガイドブック (ZEST OFFICIAL BOOK SERIES) (単行本（ソフトカバー）)